# Alfrigg
Alfrigg oder Álfrigg ist ein Zwerg der nordischen Mythologie. Er ist einer der vier Schmiede, die das Brísingamen, das Halsband der Göttin Freyja, schufen.